# Castelo de Tayport
O Castelo de Tayport foi um castelo de plano Z localizado perto de Tayport, Fife, na Escócia. O castelo foi demolido no século XIX e nenhum vestígio acima do solo é visível.